# اقتصاد رواندا
رواندا بلد ريفي وحوالي 90٪ من السكان يعملون في زراعة الكفاف. وهو البلد الأكثر كثافة سكانية في أفريقيا؛ بلد غير ساحلي؛ ويملك موارد طبيعية قليلة والحد الأدنى من الصناعة. الصادرات الرئيسية هي القهوة والشاي. بحلول عام 1994، كان حجم المزارع في المتوسط أصغر من هكتار واحد، في حين أن الكثافة السكانية أكثر من 450 شخصاً في الكيلومتر المربع الواحد من الأرض الصالحة للزراعة.
جاءت رواندا في المركز 103 في مؤشر الابتكار العالمي عام 2023. لكنها تراجعت إلى المركز 104 وفق مؤشر 2024.

## التاريخ

### قبل الحرب الأهلية
في الستينيات والسبعينيات من القرن الماضي، أدت السياسات المالية لرواندا، إلى جانب المساعدات الخارجية، إلى نمو في دخل الفرد ومعدلات تضخم منخفضة. ومع ذلك، عندما انخفضت أسعار البن بشكل حاد في الثمانينيات، أصبح النمو غير منتظم.
مقارنة بمعدل النمو السنوي البالغ 6.5٪ من 1973 إلى 1980، قل النمو إلى 2.9٪ في المتوسط سنويًا من 1980 إلى 1985 وظل راكدًا من 1986 إلى 1990. بلغت الأزمة ذروتها في عام 1990
خلال سنوات الحرب الأهلية الخمس انخفض الناتج المحلي الإجمالي مسجلاً انخفاضًا سريعًا بأكثر من 40 ٪ في عام 1994. أشارت الزيادة البالغة 9٪ في الناتج المحلي الإجمالي لعام 1995 العام الأول بعد الحرب إلى عودة النشاط الاقتصادي.

### بعد الحرب الأهلية
دمرت الإبادة الجماعية القاعدة الاقتصادية الهشة لرواندا، وأدت إلى إفقار السكان وقوضت قدرة البلاد على جذب الاستثمارات الخارجية. ومع ذلك، فقد أحرزت رواندا تقدما كبيرا في إعادة تأهيل اقتصادها. وفي يونيو 1998، وقعت رواندا على تسهيل التكيف الهيكلي المعزز مع صندوق النقد الدولي.
في الفترة التي أعقبت الحرب مباشرة - منتصف 1994 حتى 1995 - تجاوزت المساعدات الإنسانية 307.4 مليون دولار موجهة لجهود الإغاثة وفي مخيمات اللاجئين في البلدان المجاورة حيث فر الروانديون.و في عام 1996، بدأت مساعدات الإنسانية في التحول إلى مساعدة إنمائية.
بعد الإبادة الجماعية، بدأت الحكومة التي يقودها التوتسي برنامجًا لتحسين اقتصاد البلاد وتقليل اعتمادها على زراعة الكفاف.  وسجلت حكومة رواندا معدل نمو بلغ 13٪ في عام 1996 من خلال الخصخصة المتسارعة للمؤسسات الحكومية والتحسين المستمر في إنتاج المحاصيل والأغذية. . بحلول منتصف عام 1997، عاد ما يصل إلى 75٪ من المصانع التي كانت تعمل قبل الحرب إلى الإنتاج.

### الاقتصاد الحالي
دخلت البلاد فترة من النمو الاقتصادي في عام 2006، وتمكنت في العام التالي من تسجيل نمو اقتصادي بنسبة 8 ٪، وهو رقم قياسي حافظت عليه منذ ذلك الحين، مما جعلها أحد أسرع الاقتصادات نموًا في إفريقيا وقد نجح هذا النمو في الحد من الفقر وتقليل معدلات الخصوبة، حيث أدى النمو بين عامي 2006 و 2011 إلى خفض نسبة سكان البلاد الذين يعيشون في فقر من 57٪ إلى 45٪، كما نمت البنية التحتية للبلاد بسرعة.
ومع ذلك، يشير بحث حديث في مجلة العلوم السياسية في المملكة المتحدة إلى أن النمو الاقتصادي قد يكون أقل مما تشير إليه الأرقام الرسمية. كما شكك بعض الباحثين الدوليين في الاقتصاد واقترحوا أن الأرقام التي تظهر النمو الهائل في الناتج المحلي الإجمالي قد تكون مبالغ فيها.

## الزراعة
ما يقدر بنحو 90٪ من القوة العاملة تعمل في الزراعة في المزارع، وشكلت الزراعة ما يقدر بـ 42.0٪ من الناتج المحلي الإجمالي في عام 2010.  في عام 2019، شكلت الزراعة 29٪ من اقتصاد رواندا.  ولطالما اعتمد اقتصاد رواندا على البن. تسبب انهيار أسعار البن في عام 1989 في انخفاض كبير في الاقتصاد.
على الرغم من الأراضي الخصبة، لا يواكب الإنتاج في كثير من الأحيان النمو السكاني، ويلزم استيراد الغذاء. تشمل المحاصيل الرئيسية البن والشاي والبيريثروم والموز والفول والسورغم والبطاطس. ويعتبر البن والشاي من المحاصيل النقدية الرئيسية. الاعتماد على الصادرات الزراعية جعل رواندا عرضة لتقلابات الأسعار.
تشمل الحيوانات التي يتم تربيتها في رواندا الأبقار والماعز والأغنام والخنازير والدجاج والأرانب. نقص الأراضي والمياه، والأعلاف وانتشار الأوبئة مع عدم كفاية الخدمات البيطرية، كلها معوقات رئيسية تحد من الإنتاج.

## التعدين
يساهم التعدين كثيرًا في الناتج المحلي حيث حقق 93 مليون دولار أمريكي في عام 2008. تشمل المعادن المستخرجة القصدير، والياقوت، والذهب، والكولتان.

## السياحة
عانى قطاع السياحة من الركود خلال أواخر العقد الأول من القرن الحادي والعشرين حيث انخفضت المعونة الأجنبية والاستثمار. انتعش القطاع في عام 2010، ليصبح أكبر قطاع في البلاد حيث يساهم بنسبة 43.6٪ من الناتج المحلي الإجمالي للبلاد.
السياحة هي واحدة من أسرع الموارد الاقتصادية نموًا وأصبحت المصدر الرائد للعملات الأجنبية في البلاد في عام 2011. وعلى الرغم من إرث الإبادة الجماعية، يُنظر إلى البلاد على أنها وجهة آمنة على المستوى الدولي. سجلت مديرية الهجرة والنزوح 405801 شخصًا زاروا البلاد بين يناير ويونيو 2011. بلغت عائدات السياحة 115,600,000 دولار أمريكي بين يناير ويونيو 2011.
ومناطق الجذب هي حديقة البراكين الوطنية حيث يمكن رؤية الغوريلا الجبلية، والعديد من المواقع التذكارية المرتبطة بالإبادة الجماعية.

## إحصائيات
يوضح الجدول التالي أهم المؤشرات الاقتصادية للفترة 1980-2017.
| السنة                                  | 1980   | 1985   | 1990  | 1995   | 2000  | 2005  | 2006  | 2007  | 2008   | 2009   | 2010  | 2011  | 2012  | 2013  | 2014  | 2015  | 2016  | 2017  |
| -------------------------------------- | ------ | ------ | ----- | ------ | ----- | ----- | ----- | ----- | ------ | ------ | ----- | ----- | ----- | ----- | ----- | ----- | ----- | ----- |
| الناتج الإجمالي (تعادل القوة الشرائية) | 2.11   | 3.66   | 3.96  | 2.96   | 5.00  | 8.28  | 9.32  | 10.30 | 11.68  | 12.50  | 13.58 | 14.94 | 16.56 | 17.62 | 19.30 | 21.24 | 22.80 | 24.62 |
| نصيب (تعادل القوة الشرائية)            | 453    | 643    | 614   | 541    | 667   | 938   | 1,036 | 1,120 | 1,229  | 1,289  | 1,358 | 1,465 | 1,577 | 1,640 | 1,754 | 1,884 | 1,973 | 2,080 |
| النمو                                  | −3.6 % | 5.5 %  | 0.4 % | 24.5 % | 8.4 % | 9.4 % | 9.2 % | 7.6 % | 11.2 % | 6.3 %  | 7.3 % | 7.8 % | 8.8 % | 4.7 % | 7.6 % | 8.9 % | 6.0 % | 6.1 % |
| التضخم (نسبة مئوية)                    | 7.2 %  | −1.1 % | 4.2 % | 56.0 % | 3.9 % | 9.1 % | 8.8 % | 9.1 % | 15.4 % | 10.3 % | 2.3 % | 5.7 % | 6.3 % | 4.2 % | 1.8 % | 2.5 % | 5.7 % | 4.8 % |
| الدين (نسبة مئوية من الناتج الإجمالي)  | ...    | ...    | ...   | 120 %  | 103 % | 67 %  | 24 %  | 24 %  | 19 %   | 20 %   | 20 %  | 20 %  | 20 %  | 27 %  | 29 %  | 33 %  | 37 %  | 41 %  |